# Liste des longs métrages chinois proposés à l'Oscar du meilleur film international

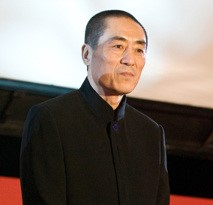
Ju Dou, co-réalisé par Zhang Yimou (photo) et Yang Fengliang, est le premier film chinois à être nommé pour l'Oscar du meilleur film en langue étrangère.

Cet article présente la liste des longs métrages chinois proposés à l'Oscar du meilleur film international.

## Films proposés
| Année (Cérémonie) | Titre français                          | Titre original   | Langue(s)                   | Réalisateur                  | Résultat    |
| ----------------- | --------------------------------------- | ---------------- | --------------------------- | ---------------------------- | ----------- |
| 1980 (52e)        | Afanti (tr)                             | 阿凡提           | mandarin                    | Lang Xiao                    | Non nommé   |
| 1984 (56e)        | Cheng nan jiu shi (zh)                  | 城南旧事         | mandarin                    | Wu Yigong (zh)               | Non nommé   |
| 1985 (57e)        | La Vie                                  | 人生             | mandarin                    | Wu Tianming                  | Non nommé   |
| 1987 (59e)        | Dr. Sun Yat-sen (zh)                    | 孙中山           | mandarin                    | Ding Yinnan (zh)             | Non nommé   |
| 1988 (60e)        | La Ville des hibiscus                   | 芙蓉镇           | mandarin                    | Xie Jin                      | Non nommé   |
| 1989 (61e)        | Le Sorgho rouge                         | 红高粱           | mandarin                    | Zhang Yimou                  | Non nommé   |
| 1990 (62e)        | Kaigio dadian (zh)                      | 开国大典         | mandarin                    | Li Qiankuan (zh)             | Non nommé   |
| 1991 (63e)        | Ju Dou                                  | 菊豆             | mandarin                    | Zhang Yimou, Yang Fengliang  | Nommé       |
| 1992 (64e)        | Guo nian (zh)                           | 过年             | mandarin                    | Huang Jianzhong (zh)         | Non nommé   |
| 1993 (65e)        | Qiu Ju, une femme chinoise              | 秋菊打官司       | mandarin                    | Zhang Yimou                  | Non nommé   |
| 1994 (66e)        | Feng huang qin (zh)                     | 凤凰琴           | mandarin                    | He Qun (zh)                  | Non nommé   |
| 1996 (68e)        | Hong ying tao (zh)                      | 红樱桃           | mandarin, russe, allemand   | Ye Daying (zh)               | Non nommé   |
| 1999 (71e)        | Genghis Khan (en)                       | 一代天骄成吉思汗 | mandarin, mongol            | Sai Fu (zh) et Lisi Mai (zh) | Non nommé   |
| 2000 (72e)        | Huang he jue lian (zh)                  | 黄河绝恋         | mandarin                    | Feng Xiaoning (zh)           | Non nommé   |
| 2001 (73e)        | Plus fort que le silence                | 漂亮妈妈         | mandarin                    | Sun Zhou                     | Non nommé   |
| 2003 (75e)        | Hero                                    | 英雄             | mandarin                    | Zhang Yimou                  | Nommé       |
| 2004 (76e)        | Les Guerriers de l'empire céleste       | 天地英雄         | mandarin                    | He Ping                      | Non nommé   |
| 2005 (77e)        | Le Secret des poignards volants         | 十面埋伏         | mandarin                    | Zhang Yimou                  | Non nommé   |
| 2006 (78e)        | Wu ji, la légende des cavaliers du vent | 无极             | mandarin                    | Chen Kaige                   | Non nommé   |
| 2007 (79e)        | La Cité interdite                       | 满城尽带黄金甲   | mandarin                    | Zhang Yimou                  | Non nommé   |
| 2008 (80e)        | Yun shui yao                            | 云水谣           | mandarin                    | Yin Li (zh)                  | Non nommé   |
| 2008 (81e)        | Zhu meng (zh)                           | 筑梦             | mandarin                    | Yu Gun                       | Non nommé   |
| 2010 (82e)        | Mei Lanfang                             | 梅兰芳           | mandarin                    | Chen Kaige                   | Non nommé   |
| 2011 (83e)        | Tremblement de terre à Tangshan         | 唐山大地震       | mandarin                    | Feng Xiaogang                | Non nommé   |
| 2012 (84e)        | Sacrifices of War,                      | 金陵十三釵       | mandarin, anglais           | Zhang Yimou                  | Non nommé   |
| 2013 (85e)        | Sou suo                                 | 搜索             | mandarin                    | Chen Kaige                   | Non nommé   |
| 2014 (86e)        | Yi jiu si er                            | 一九四二         | mandarin, anglais, japonais | Feng Xiaogang                | Non nommé   |
| 2015 (87e)        | Le Promeneur d'oiseau                   | 夜莺             | mandarin                    | Philippe Muyl                | Non nommé   |
| 2016 (88e)        | Gun dan ba! Zhong liu jun               | 滚蛋吧！肿瘤君   | mandarin                    | Han Yan (zh)                 | Non nommé   |
| 2017 (89e)        | Da Tang Xuan Zang (zh)                  | 大唐玄奘         | mandarin                    | Huo Jianqi                   | Non nommé   |
| 2018 (90e)        | Wolf Warrior 2                          | 战狼2            | mandarin, anglais           | Wu Jing                      | Non nommé   |
| 2019 (91e)        | Xie bu ya zheng (zh)                    | 邪不压正         | mandarin                    | Jiang Wen                    | Non nommé   |
| 2020 (92e)        | Ne Zha                                  | 哪吒之魔童降世   | mandarin                    | Jiaozi (zh)                  | Non nommé   |
| 2021 (93e)        | Duo guan (zh)                           | 夺冠             | mandarin                    | Peter Chan                   | Non nommé   |
| 2022 (94e)        | Xuan ya zhi shang (zh)                  | 悬崖之上         | mandarin                    | Zhang Yimou                  | Non nommé   |
| 2023 (95e)        | Qi ji ben xiao hai (zh)                 | 奇迹·笨小孩      | mandarin                    | Wen Muye (zh)                | Non nommé   |
| 2024 (96e)        | The Wandering Earth 2                   | 流浪地球2        | mandarin                    | Frant Gwo                    | Non nommé   |
| 2025 (97e)        | Li Si Ben wan chen mo                   | 里斯本丸沉没     | mandarin, anglais           | Fang Li                      | Disqualifié |